# Економічна соціологія
Економічна соціологія — напрямок соціальних досліджень, що припускає аналіз економічної діяльності з позицій соціальної теорії.
Дисципліна вивчає всю сукупність соціально-економічних процесів, які стосуються ринків, держави, домогосподарств або окремих людей. Використовуються найрізноманітніші методи збору та аналізу даних, включаючи соціологічні методи. Економічна соціологія спирається на специфічні уявлення про дію людини, розвитку господарства і суспільства.
Економічна соціологія являє собою міждисциплінарний науковий напрям, який інтегрує соціологію та економіку, вивчає дії економічних законів, закономірності розвитку економічних і соціальних відносин, життєдіяльність людей. Виникнення економічної соціології зумовлене соціальною потребою створення спеціального знання соціальних явищ і процесів, нагромадження спеціальних наукових ідей, концепцій, фактів і факторів, а також вироблення нових методів соціологічних досліджень.
В рамках поведінкового (позитивістського) підходу економічна соціологія розуміється як наука, «що вивчає поведінку великих соціальних груп, пов'язану з отриманням і використанням грошей та інших активів».

## Історія виникнення
Економічна соціологія зародилася у США в середині 50-х XX ст. через необхідність пошуку шляхів ефективного управління людським фактором в умовах НТР, зростання масштабів виробництва, ускладнення економічних зв'язків і загострення соціальних суперечностей. Важливим фактором її становлення стала соціологізація економічної науки, що охопила мотивацію економічної поведінки, співвідношення свободи й регламентованості в економіці, відносини людини і держави, бізнес і менеджмент, а також соціальні інститути такі як: політика, власність, сім'я та їх роль в економічному житті. Значний вплив на формування цього напрямку соціології справили дослідження М. Вебера і Т. Веблена. Вони розробили теорію соціальних інститутів та їх ролей у регулюванні економіки. Важливими для обґрунтування економічних і соціальних законів є праці К. Маркса. Особливу роль у становленні економічної соціології відіграв розвиток емпіричних соціологічних досліджень, зокрема дослідження промислової соціології, теорії соціальної стратифікації і мобільності та ін. На її становлення вплинули й дослідження проблем управління людським фактором, що ґрунтувалися на людських відносинах.

## Людина з точки зору економічної соціології
Економічна соціологія заперечує модель людини, запропоновану класичною економічною теорією. «Homo economicus» занадто егоїстична і ізольована від інших людей, непомірно раціональна і поінформована. Вона діє як автомат, підпорядкований логіці економічного інтересу. В економічній соціології людина здатна ставати актором і чинити всупереч обставинам, перемикатися з однієї логіки дії на іншу, виявляючи одночасно волю і гнучкість. Це людина, здатна на стратегію — послідовні і рефлексивні дії, створення власного майбутнього. При цьому людина включена в сплетіння формальних та неформальних мереж, входить в якості начальника або підлеглого в різні організації, діє в складі соціальних груп, належить до локальних і національних спільнот.

## Класична економічна соціологія
Економічна соціологія з'явилася як новий підхід до аналізу економічних явищ. Новизною підходу, зокрема, стала спроба пояснити, яку роль економічні структури і інститути грають в суспільстві, а також який вплив суспільство має на характер економічних структур та інститутів.
Відносини між капіталізмом і сучасністю є характерним предметом дослідження класичної економічної соціології. Наприклад, такі яскраві роботи, як «Протестантська етика і дух капіталізму» Макса Вебера (1905) і «Філософія грошей» Георга Зіммеля (1900). Можна припустити, що початком економічної соціології стали роботи Алексіса де Токвіля «Демократія в Америці» (1835-40) і «Старий режим і революція» (1856). Яскравими представниками класичного періоду економічної соціології є Франц Оппенгеймер, Карл Маркс, Макс Вебер, Вернер Зомбарт, Йозеф Шумпетер, Еміль Дюркгейм та інші.

## Нова економічна соціологія
Нова економічна соціологія також відома як нова інституційна економіка. Її представниками є: Рональд Коуз, Марк Грановеттера, Ніл Флігстін, Джеймс Коулман, Дуглас Норт, Кеннет Ерроу, Джордж Стіглер, Армен Алчіан, Гарольд Демсец, Олівер Вільямсон, Вівіана Зелізер та ін.
На даний момент можна виділити наступні течії нової економічної соціології:

### Соціологія раціонального вибору
Соціологія раціонального вибору ґрунтується на теорії соціального обміну і економічній теорії раціонального вибору. Концепція раціональної дії індивідів переноситься на поведінку всієї системи, що складається з таких самих індивідів. Ідея перенести принципи методологічного індивідуалізму на рівень корпоративних акторів зародилася у відповідь на нездатність економістів пояснити такі господарські явища, як виникнення паніки на біржі або відносини довіри в суспільствах взаємного кредитування.
Соціологія раціонального вибору відроджує ідеї утилітаризму в соціології, який розглядає поведінку людини з точки зору корисності. Цю ідею запровадили Джеймс Коулман, Джордж Хоманс

### Мережевий підхід
Напрямок економічної соціології, що формується в рамках мережевого підходу, виявляє змістовний зв'язок із структурною теорією обміну Марселя Мосса і Клода Леві-Стросса. У даній теорії сучасне господарство представляється як сукупність соціальних мереж — стійких зв'язків між індивідами і фірмами, які неможливо втиснути в рамки традиційної дихотомії «ринок — ієрархія». Ці мережі формальних і неформальних відносин дозволяють знаходити роботу, обмінюватися інформацією, вирішувати конфліктні ситуації, вибудовувати довіру. Економічні відносини, таким чином, тісно шикуються з соціальними. Цю ідею запровадили: Марк Грановеттер, Хейден Уайт, Р. Берт, Пол Дімаджіо, Уільям Пауелл, Д. Старк.

### Нова інституціональна теорія
Новий інституціоналізм в соціології з'являється в кінці 1980-х — початку 1990-х років. Мережеві зв'язки між індивідами і фірмами представляються як множинні, багатозначні, що піддаються господарськими агентами різних інтерпретацій і оцінок. Під інститутами тут розуміються не абстрактні норми і цінності, а формальні і неформальні правила, які регулюють практики повсякденної діяльності і підтримуються цими практиками. В рамках американської соціології новий інституціоналізм розвивається за двома основними напрямками: культурно-орієнтованим і владно-орієнтованим. У Франції активно розвивається новий французький інституціоналізм.
Представниками цієї теорії є: Пол Дімаджіо, Уільям Пауелл, Ніколь Біггарт, У. Бейкер, Ніл Флігстін, Люк Болтанські, Лоран Тевено.

## Сучасна марксистська соціологія
Сучасна марксистська думка фокусує увагу на соціальні наслідки капіталізму (товарного фетишизму) і економічний розвиток всередині системи економічних відносин, яка виробляє ці відносини. Основними представниками цього напряму є: Дьордь Лукач, Теодор Адорно, Макс Хоркхаймер, Вальтер Беньямін, Гі Дебор, Луї Альтюсер, Нікос Пуланзас, Ральф Мілібенд, Юрген Хабермас, Фредрік Джеймісон, Антоніо Негрі та Стюарт Холл.